# انتخابات فدرال بعدی آلمان
انتخابات فدرال بعدی آلمان در تاریخ ۲۵ مارس ۲۰۲۹ یا قبل از آن برای انتخاب اعضای بیست و دومین بوندستاگ برگزار می شود.

## پیش‌زمینه

### تعیین تاریخ
قانون اساسی و قانون انتخابات فدرال مقرر می‌دارد که انتخابات عادی فدرال باید در روز یکشنبه یا در تعطیلات ملی نه زودتر از ۴۶ و نه دیرتر از ۴۸ ماه پس از شروع اولین جلسه قانونگذاری برگزار شود. بوندستاگ بیست و یکم اولین جلسه خود را در ۲۵ مارس ۲۰۲۵ برگزار می کند که در تاریخ های احتمالی زیر انتخابات برگزار خواهد شد:
- ۲۸ ژانویه ۲۰۲۹
- ۴ فوریه ۲۰۲۹
- ۱۱ فوریه ۲۰۲۹
- ۱۸ فوریه ۲۰۲۹
- ۲۵ فوریه ۲۰۲۹
- ۴ مارس ۲۰۲۹
- ۱۱ مارس ۲۰۲۹
- ۱۸ مارس ۲۰۲۹
- ۲۵ مارس ۲۰۲۹

تاریخ دقیق آن در زمان مناسب توسط رئیس‌جمهور آلمان مشخص خواهد شد.
در صورتی که رئیس جمهور آلمان بوندستاگ را منحل کند و انتخابات زودهنگام را تعیین کند، انتخابات فدرال زودتر برگزار می شود. آنها فقط می توانند این کار را تحت دو سناریو ممکن که توسط قانون اساسی توضیح داده شده است انجام دهند.
انتخاب ناموفق صدراعظم: اگر بوندستاگ تا پانزدهمین روز پس از اولین رای گیری نتواند صدراعظم را با اکثریت مطلق اعضای خود انتخاب کند، رئیس جمهور مختار است یا نامزدی را که در آخرین رای گیری اکثریت آرا را به دست آورده است به عنوان صدراعظم منصوب کند یا بوندستاگ را منحل کند (مطابق با ماده ۶۳ قانون اساسی).
رای اعتماد از دست رفته صدراعظم: صدراعظم حق دارد برای رأی اعتماد به او پیشنهادی به بوندستاگ ارائه کند. اگر این پیشنهاد با شکست مواجه شود، صدراعظم گزینه های مختلفی برای اقدام دارد، از جمله درخواست از رئیس جمهور برای انحلال بوندستاگ. رئیس جمهور در رد یا قبول این درخواست مختار است (مطابق ماده ۶۸ قانون اساسی).
در هر دو مورد، انتخابات فدرال باید در روز یکشنبه یا تعطیلات ملی حداکثر ۶۰ روز پس از انحلال برگزار شود.
هیچ انتخاباتی در حالت دفاعی نمی تواند برگزار شود. اگر این یک دوره قانونگذاری را طولانی کند، انتخابات جدید باید حداکثر تا شش ماه پس از پایان دولت دفاعی برگزار شود.

### نظام انتخاباتی
آلمان از سیستم نمایندگی تناسبی ترکیبی استفاده می‌کند، سیستمی از نمایندگی تناسبی که با عناصر رای‌گیری در مرحله اول ترکیب شده است. هر انتخاب کننده دو رای دارد: یک رای حوزه انتخابیه (رای اول) و یک رای فهرست حزبی (رای دوم). تنها بر اساس اولین آراء، ۲۹۹ عضو در حوزه انتخابیه تک عضو با رای گیری اول و دوم انتخاب می شوند. توزیع متناسب کرسی ها بین احزاب بر اساس آرای دوم محاسبه می شود. کرسی هایی که یک حزب از طریق آرای دوم به دست آورده است، بسته به اینکه حزب در هر ایالت چند درصد رای کسب کرده است، سپس به صورت داخلی بین ایالت ها توزیع می شود (روش Sainte-Laguë هم برای توزیع کرسی ها بین احزاب و هم برای توزیع داخلی کرسی های یک حزب در بین ایالت ها استفاده می شود). در بیشتر موارد، تعداد حوزه‌هایی که یک حزب در یک ایالت خاص به دست آورده است دقیقاً با تعداد کرسی‌هایی که حزب در آن ایالت استحقاق آن را دارد مطابقت ندارد. این به دو روش مختلف متعادل می شود:
- اگر حزبی بر اساس نتیجه رأی دوم، حوزه های انتخاباتی کمتری را در یک ایالت به دست آورد، نامزدهای بالاترین رتبه از فهرست ایالتی بر اساس کرسی های اضافی انتخاب می شوند.
- اگر حزبی در یک ایالت کرسی های بیشتری را در حوزه انتخابیه به دست آورد که رای دوم آن، اصل پوشش رأی دوم (Zweitstimmendeckung) اعمال می شود. این بدان معناست که تنها تعدادی از برندگان حوزه انتخابیه که بیشترین درصد اول را دارند، کرسی دریافت می کنند. برندگان حوزه انتخابیه که در این مورد موفق به کسب کرسی نشده اند، در صورت خروج زودهنگام یکی از نمایندگان در جلسه قانونگذاری، بر نامزدهای فهرست ایالتی مربوطه اولویت دارند.

با این حال، برای واجد شرایط شدن برای هر کرسی، یک حزب یا باید سه حوزه انتخابیه تک عضوی را از طریق رای اول به دست آورد یا از آستانه  5 درصد آرای دوم در سراسر کشور فراتر رود. با این حال، این امر در مورد نامزدهای مستقل حوزه انتخابیه صدق نمی کند: آنها همیشه در صورت پیروزی در حوزه انتخابیه خود وارد بوندستاگ می شوند. کرسی های تخصیص یافته به این ترتیب از عدد پایه ۶۳۰ کسر می شود، زمانی که اختیارات بین احزاب توزیع می شود. علاوه بر این، آرای دوم رأی دهندگانی که یک نامزد مستقل موفق را انتخاب کرده اند، هنگام محاسبه تعداد اختیارات در نظر گرفته نمی شود (اگرچه برای آستانه ۵ درصد است).
احزاب نماینده اقلیت های ملی به رسمیت شناخته شده (در حال حاضر دانمارکی‌ها، فریسی‌ها، سوربی‌ها و رومنی‌ها) هم از آستانه ۵ درصدی ملی و هم از بند دستوری اصلی معاف هستند، اما همچنان باید واجد شرایط سطح دولتی باشند. تنها حزبی که تاکنون توانسته است از این ماده در سطح فدرال بهره مند شود، انجمن رای دهندگان شلسویگ جنوبی است که نماینده اقلیت های دانمارکی و فریزی ها در شلسویگ-هولشتاین است و توانست در سال های ۱۹۴۹، ۲۰۲۱ و ۲۰۲۵ یک کرسی به دست آورد.
قانون انتخابات شرح داده شده در اینجا در سال ۲۰۲۳ تصویب شد و برای اولین بار در انتخابات ۲۰۲۵ مورد استفاده قرار گرفت. در آن زمان، فراکسیون اتحادیه به ویژه از جنبه جدید به اصطلاح پوشش رأی دوم انتقاد کرد و قصد دارد قانون انتخابات را مجدداً اصلاح کند تا همه برندگان حوزه انتخابیه یک بار دیگر مانند قبل از سال ۲۰۲۳ یک کرسی کسب کنند. بنابراین ممکن است این قانون انتخاباتی قبل از انتخابات بعدی تغییر کند.

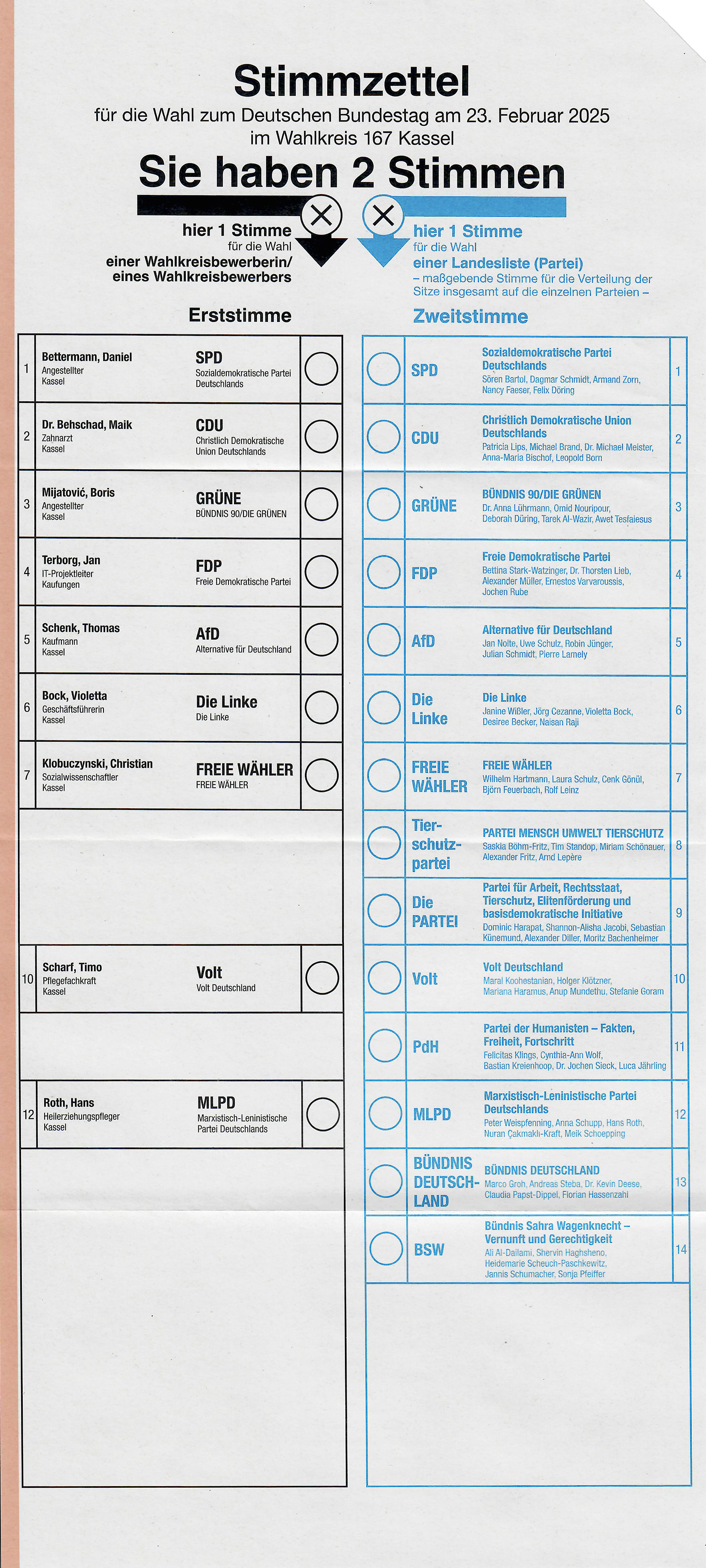
رای بوندستاگ در انتخابات ۲۰۲۵ در ناحیه کاسل. ستون رای حوزه انتخابیه (با نام، شغل و آدرس هر نامزد) با چاپ سیاه در سمت چپ قرار دارد. ستون رای لیست حزب (نمایش پنج نامزد برتر لیست در ایالت) در سمت راست با چاپ آبی قرار دارد.

## احزاب
| احزاب | احزاب                                                  | احزاب                                                         | احزاب                                                                   | رهبر            | کاندیدای پیشرو | ایدئولوژی                              | کرسی ها       | کرسی ها         | وضعیت  |
| احزاب | احزاب                                                  | احزاب                                                         | احزاب                                                                   | رهبر            | کاندیدای پیشرو | ایدئولوژی                              | انتخابات قبلی | قبل از انتخابات | وضعیت  |
| ----- | ------------------------------------------------------ | ------------------------------------------------------------- | ----------------------------------------------------------------------- | --------------- | -------------- | -------------------------------------- | ------------- | --------------- | ------ |
|       | اتحادیه                                                |                                                               | اتحادیه دموکرات مسیحی آلمان Christlich Demokratische Union Deutschlands | فریدریش مرتس    | —              | دموکراسی مسیحی                         | ۱۶۴ از ۶۳۰    | ۱۶۴ از ۶۳۰      | مخالف  |
|       | اتحادیه                                                | اتحادیه سوسیال-مسیحی بایرن Christlich-Soziale Union in Bayern | مارکوس زودر                                                             | ۴۴ از ۶۳۰       | —              | دموکراسی مسیحی                         | ۴۴ از ۶۳۰     |                 | مخالف  |
|       | آلترناتیو Alternative für Deutschland                  | آلترناتیو Alternative für Deutschland                         | آلترناتیو Alternative für Deutschland                                   | آلیس وایدل      | —              | پوپولیسم جناح راست                     | ۱۵۲ از ۶۳۰    | ۱۵۲ از ۶۳۰      | مخالف  |
|       | سوسیال دموکرات Sozialdemokratische Partei Deutschlands | سوسیال دموکرات Sozialdemokratische Partei Deutschlands        | سوسیال دموکرات Sozialdemokratische Partei Deutschlands                  | زاسکیا اسکن     | —              | سوسیال دموکراسی                        | ۱۲۰ از ۶۳۰    | ۱۲۰ از ۶۳۰      | ائتلاف |
|       | سبزها Bündnis 90/Die Grünen                            | سبزها Bündnis 90/Die Grünen                                   | سبزها Bündnis 90/Die Grünen                                             | فیلیکس بانازاک  | —              | سیاست‌های سبز                           | ۸۵ از ۶۳۰     | ۸۵ از ۶۳۰       | ائتلاف |
|       | چپ Die Linke                                           | چپ Die Linke                                                  | چپ Die Linke                                                            | اینس شوردتنر    | —              | سوسیالیسم دمکراتیک                     | ۶۴ از ۶۳۰     | ۶۴ از ۶۳۰       | مخالف  |
|       | غیر عضو                                                |                                                               | انجمن رای دهندگان شلسویگ جنوبی                                          | کریستین دیرشاور | —              | منافع اقلیت دانمارکی منافع اقلیت فریسی | ۱ از ۶۳۰      | ۱ از ۶۳۰        | مخالف  |

## نظرسنجی‌ها
| کارفرما                     | تاریخ                   | اندازه نموانه | ممتنع | اتحادیه | آلترناتیو          | سوسیال دموکرات | سبز‌ها | چپ‌   | منطق و عدالت | دموکرات آزاد | دیگران | پیشتازی |    |    |   |   |   |   |
| --------------------------- | ----------------------- | ------------- | ----- | ------- | ------------------ | -------------- | ----- | ---- | ------------ | ------------ | ------ | ------- | -- | -- | - | - | - | - |
| کارفرما                     | تاریخ                   | اندازه نموانه | ممتنع | اینسا   | ۱۰ تا ۱۴ مارس ۲۰۲۵ | ۱۲۰۱           | –     | ۲۸   | ۲۲           | ۱۶           | دیگران | پیشتازی | ۱۱ | ۱۰ | ۵ | ۳ | ۵ | ۶ |
| اینسا                       | ۷ تا ۱۰ مارس ۲۰۲۵       | ۲۰۰۳          | –     | ۲۸٫۵    | ۲۲                 | ۱۶٫۵           | ۱۰٫۵  | ۱۰٫۵ | ۴٫۵          | ۳٫۵          | ۴      | ۶٫۵     |    |    |   |   |   |   |
| فورسا                       | ۴ تا ۱۰ مارس ۲۰۲۵       | ۲۵۰۴          | –     | ۲۸      | ۲۲                 | ۱۵             | ۱۱    | ۱۱   | ۳            | ۴            | ۶      | ۶       |    |    |   |   |   |   |
| اینسا                       | ۳ تا ۷ مارس ۲۰۲۵        | ۱۲۰۱          | –     | ۲۸      | ۲۱                 | ۱۶             | ۱۱    | ۱۰   | ۵            | ۴            | ۵      | ۷       |    |    |   |   |   |   |
| گروه پژوهشی انتخابات        | ۴ تا ۶ مارس ۲۰۲۵        | ۱۲۴۹          | –     | ۲۸      | ۲۱                 | ۱۵             | ۱۳    | ۱۰   | ۳            | ۴            | ۶      | ۷       |    |    |   |   |   |   |
| دیمپ اینفرتست               | ۴ تا ۵ مارس ۲۰۲۵        | ۱۳۲۵          | –     | ۲۹      | ۲۱                 | ۱۶             | ۱۲    | ۹    | ۵            | ۳            | ۵      | ۸       |    |    |   |   |   |   |
| اینسا                       | ۲۸ فوریه تا ۳ مارس ۲۰۲۵ | ۲۰۰۲          | –     | ۲۹٫۵    | ۲۲                 | ۱۵٫۵           | ۱٫۱   | ۹٫۵  | ۵            | ۳٫۵          | ۴      | ۷٫۵     |    |    |   |   |   |   |
| فورسا                       | ۲۴ فوریه تا ۳ مارس ۲۰۲۵ | ۳۰۰۱          | ۱۶    | ۲۸      | ۲۲                 | ۱۵             | ۱۱    | ۱۲   | ۳            | ۳            | ۶      | ۶       |    |    |   |   |   |   |
| ایپسوس                      | ۲۸ فوریه تا ۱ مارس ۲۰۲۵ | ۱۰۰۰          | –     | ۲۹      | ۲۲                 | ۱۵             | ۱۲    | ۹    | ۵            | ۴            | ۵      | ۷       |    |    |   |   |   |   |
| اینسا                       | ۲۴ تا ۲۸ فوریه ۲۰۲۵     | ۱۰۰۱          | –     | ۳۰      | ۲۲                 | ۱۵             | ۱۱    | ۹    | ۵            | ۴            | ۴      | ۸       |    |    |   |   |   |   |
| انتخابات فدرال آلمان (۲۰۲۵) | ۲۳ فوریه ۲۰۲۵           | –             | ۱۷٫۵  | ۲۸٫۵    | ۲۰٫۸               | ۱۶٫۴           | ۱۱٫۶  | ۸٫۸  | ۴٫۹          | ۴٫۳          | ۴٫۶    | ۷٫۷     |    |    |   |   |   |   |